# André Strohl

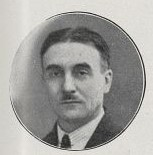
André Strohl

André Strohl (* 20. März 1887 in Poitiers; † 10. März 1977) war ein französischer Radiologe und Mitbeschreiber des Guillain-Barré-Syndroms.

## Leben
André Strohl studierte Medizin an der Pariser Sorbonne. Nach einigen Jahren unterbrach er sein Studium, um sich Mathematik, Physik und Chemie zu widmen, nahm es jedoch schließlich wieder auf. 1913 promovierte er zum Doktor der Medizin, später erwarb er noch einen Doktorgrad in Physik.
Während des Ersten Weltkrieges experimentierte er mit verschiedenen Projektionstechniken, um Projektile und Granatsplitter bei Kriegsversehrten orten zu können. In diesem Zusammenhang traf er auch mit Jean-Alexandre Barré und Georges Charles Guillain zusammen und wurde zum Mitbeschreiber der Postinfektiösen Polyradikulitis Guillain-Barré. Bei ihrer Benennung wurde er allerdings nicht berücksichtigt.
Strohl wurde 1924 auf eine Professur für Physiologie in Algier berufen. Zwei Jahre später erhielt er denselben Titel von der Universität Paris. Er arbeitete bis 1957.

## Werke
- G. Guillain, J. A. Barré, A. Strohl: Sur une syndrome de radiculo-névrite avec hyperalbuminose du liquide céphalo-rachidien sans réaction cellulaire. Remarques sur les caractères cliniques et graphiques des réflexes tendineux. In: Bull Soc Méd Hôp Paris. 40, 1916, S. 1462–1470.

| Personendaten    | Personendaten           |
| ---------------- | ----------------------- |
| NAME             | Strohl, André           |
| KURZBESCHREIBUNG | französischer Radiologe |
| GEBURTSDATUM     | 20. März 1887           |
| GEBURTSORT       | Poitiers                |
| STERBEDATUM      | 10. März 1977           |